# Leopoldine Guttmann
Leopoldine Guttmann, geborene Uhl (* 8. Februar 1856 in Graz; † 14. September 1939 in Wien) war eine österreichische Kunstgewerblerin. Sie hatte verschiedene Lehrverpflichtungen und baute das „Atelier für Kunstweberei und Restaurierung“ der Kunstgewerbeschule Wien auf. Sie war eine Spezialistin sowohl für die Restaurierung von Textilien als auch für die Herstellung von wertvollen Teppichen nach historischen Vorbildern.

## Leben und Werk
Leopoldine Uhl heiratete den Zahntechniker Alois Guttmann, der früh starb.
Sie war in den Jahren 1875 bis 1877 Lehrerin an der von Emilie Bach von 1874 bis 1890 geleiteten Kunststickereischule am Museum für Kunst und Industrie und arbeitete in den folgenden vier Jahren im Wiener Frauen-Erwerb-Verein. Unter der Leitung von Emilie Bach (1840–1890) und ihrer Mutter Hermine wurde über einen Zeitraum von fünfzehn Jahren (Fertigstellung 1902) das sogenannte Paradebett Maria Theresias in der Hofburg restauriert. Bei dem Paradebett, das heute im Schloss Schönbrunn gezeigt wird, handelte es sich um eine komplette Raumausstattung. Dreizehn Mitarbeiterinnen waren an der Restaurierung der Textilien beteiligt, darunter vermutlich Rosalia Rothansl (Mitarbeit über vier Jahre), Luise Zellner und Leopoldine Guttmann.
Auf einer Studienreise in die Pariser Gobelin-Manufaktur lernte Guttmann orientalische Handweberei- und Stickereitechniken kennen. Sie befasste sich über viele Jahre mit diesen Teppichwebtechniken, bis es ihr gelang, historische Gewebe technisch und gestalterisch perfekt zu kopieren. Sie setzte die Seidenknüpftechniken und die Goldwirkerei bei den sogenannten „Polenteppichen“ ein. Sie gründete ein Übungsatelier für Schülerinnen, aus dem sich die k. k. Gobelinmanufaktur in der Hofburg entwickelte.

„Gerade bei dem bereits oben nachdrücklich hervorgehobenem Umstande, das(s) es sich hierbei einerseits um eine Technik von den bewährten und gerühmten Qualitäten altorientalischer Textilkunstweisen, andererseits aber um die Befriedigung einheimischer, abendländischer Kunstzwecke handelt, dürfen die bezüglichen Versuche und Erfolge der Frau Guttmann in weiteren Kreisen, insbesondere der Frauenwelt, Beachtung beanspruchen.“

„Sie verwendet für diese Abart des Gobelin im Schuss sowohl Gold- wie Silberfäden, ausserdem einen verschiedenfarbig zusammengedrehten Faden, mit dem sie die sonst geschlossenen Farbenflecken des Gewebes belebend durchwirkt. Das Gold ist ausserdem an bestimmten Stellen ganz allein als Schuss verwendet, so dass sich hier vollkommen blanke Flächen aus dem matten Gewebe der Wollen herausheben. Auch wird zuweilen das Prinzip des Gobelin durchbrochen, wonach jeder Schussfaden immer auf einmal nur einen Kettfaden decken und unter dem nächsten verschwinden sollte, welchen er erst bei der folgenden Wiederkehr, nachdem die Kette gekreuzt wurde, zudecken müsste. Es finden sich in Frau Guttmann's Arbeit Stellen, an welchen die Silberfäden immer auf einmal zwei Kettfäden überfangen, um bei der folgenden Tour das Auf und Ab zu versetzen. Wurde das erste Mal 1 und 2 gedeckt und unter 3 und 4 fortgegangen, so wird der Silberfaden beim zweiten Male Kettfaden 5 und 4 decken, um dann unter 3 und 2 zu verschwinden.“

Guttmann setzte bei ihren Restaurierungen auch selbst angepasstes Gerät, wie einen eigens entwickelten Webstuhl ein. Sie erhielt 1901 den Auftrag zur Errichtung und Leitung eines Spezialateliers für Kunstweberei, Teppich- und Gobelinrestaurierung an der Kunstgewerbeschule. Die Fachschule für Kunststickerei ging in diesem 1902 gegründeten „Atelier für Kunstweberei und Restaurierung“ auf. Das Restaurierungs- und Entwurfsatelier wurde von Guttmann geleitet und gemeinsam mit Rosalie Rothansl sowie der Laborantin Luise Zellner (1875–o. A.) geführt. Rothansl übernahm anfangs den Unterricht für die Stickerei. Ludwig Hevesi stellte 1909 die Arbeiten der Schüler und Schülerinnen Franz Sieber/Karoline Lichtblau und Grete Gottmann (Thetter) mit Abbildung in der Zeitschrift Kunst und Kunsthandwerk vor. Trotz lukrativer höfischer Aufträge wurde die Schule 1910 oder 1911 an die 1910 gegründete Zentrallehranstalt für Frauengewerbe angegliedert. Guttmann und Zellner wurden dahin versetzt. Grund hierfür war nach Elisabeth Krack vermutlich die Raumnot an der Kunstgewerbeschule kombiniert mit fehlender Akzeptanz gegenüber der von Frauen ausgeführten restauratorischen Tätigkeit.
1916 ging Guttmann in den Ruhestand. Sie starb im Alter von 83 Jahren.

## Werke (Auswahl)
- vor 1891: Antependium[11]
- vor 1889: Ausschnittbesatz, naturweiß mit Goldstickerei[12]
- um 1889: Einsatz eines Rockes, naturweiß mit Goldstickerei[13]
- 1902: Wandteppich[14]

## Ausstellungen (Auswahl)
- 1902: Industrie- und Gewerbeausstellung Düsseldorf[3]
- 1902: Ausstellung der Wiener Secession[15][16]
- 1904: Louisiana Purchase Exposition[17]
- 1912: Ausstellung für kirchliche Kunst[18]

Posthum
- 1984: Biennale di Venezia[19]

## Schülerinnen und Schüler
- Martha Alber (1893–1955), Textilkünstlerin
- Else Birnbacher (1885–1974), Kunsthandwerkerin und Textilkünstlerin
- Marie Händler (* 1887), Weberin und Kunststickerin
- Leopoldine Kolbe (1870–1912), Grafikerin und Zeichenlehrerin
- Ditha Moser (1883–1969), Grafikerin[20]
- Agnes Speyer (1875–1942), Malerin, Graphikerin und Bildhauerin

## Ehrungen
- 1881: Goldmedaille der Gewerbeausstellung in Eger
- 1893: Medaille und Diplom der Weltausstellung in Chicago (World’s Columbian Exposition)
- 1894: Medaille des Österreichischen Museums für Kunst und Industrie
- 1894: Silberne Medaille und Diplom der Weltausstellung in Antwerpen (Oud Antwerpen)